# Young Merlin
Young Merlin är ett SNES-spel från 1993. Huvudpersonen är den unge trollkarlen Merlin som skall besegra den onde Skuggkungen.